# Kévin Van Melsen
Responsable de l'équipe development de chez Intermarché Wanty, Directeur sportif chez Intermarché Wanty
Kévin Van Melsen (né le 1er avril 1987 à Verviers) est un coureur cycliste et directeur sportif belge, professionnel de 2007 à 2022.

## Biographie
Champion de Belgique sur route juniors en 2005, Kévin Van Melsen intègre en 2007 l'équipe continentale Pôle Continental Wallon Bodysol-Euromillions, créée l'année précédente, et qui a pour but d'aider à de jeunes coureurs de la Région wallonne à devenir professionnels. Après deux saisons, il est engagé par l'équipe Verandas Willems. Il est troisième du championnat de Wallonie en 2009 et troisième du Mémorial Philippe Van Coningsloo en 2010.
En 2011, Verandas Willems devient une équipe continentale professionnelle et Kévin Van Melsen passe professionnel à cette occasion. Il reste au sein de cette équipe, renommée Accent Jobs-Willems Veranda's en 2012, Accent Jobs-Wanty en 2013, et Wanty-Groupe Gobert en 2014. Assurant essentiellement un rôle d'équipier, il est régulièrement présent dans des échappées. Cela lui permet notamment de gagner le Grand Prix de la montagne du Tour du Poitou-Charentes et du Tour de Wallonie en 2014.
Depuis la mort de son coéquipier Antoine Demoitié sur Gand-Wevelgem 2016, il a toujours refusé de prendre le départ de la classique.
Il n'est pas sélectionné pour le Tour de France 2017, le premier de l'histoire pour son équipe, déclarant par la suite que « cela reste la plus grande déception de sa carrière ». En fin de saison, il est agressé par un automobiliste alors qu'il s’entraîne en Espagne avec son beau-frère Thomas Degand.
Au mois de mars 2018, il termine huitième du Grand Prix de Lillers-Souvenir Bruno Comini remporté par le coureur français Jérémy Lecroq.
Il arrête sa carrière de coureur à l'issue de la saison 2022. En 2023, il est nommé directeur sportif de la formation Circus-Re Uz-Technord, équipe réserve de l'équipe World Tour Intermarché-Circus-Wanty.

## Palmarès et classements mondiaux

### Palmarès
- 2005
  -  Champion de Belgique sur route juniors
- 2009
  - 3e du championnat de Wallonie
- 2010
  - 3e du Mémorial Philippe Van Coningsloo

### Résultats sur les grands tours

#### Tour de France
1 participation
- 2019 : 138e

#### Tour d'Espagne
1 participation
- 2021 : 126e

### Classements mondiaux
| Année                                 | 2010 | 2011 | 2012  | 2013 | 2014 | 2015 | 2016  | 2017  | 2018  | 2019  | 2020 | 2021  | 2022  |
| ------------------------------------- | ---- | ---- | ----- | ---- | ---- | ---- | ----- | ----- | ----- | ----- | ---- | ----- | ----- |
| Classement mondial                    |      |      |       |      |      |      | 1863e | 1991e | 1254e | 2432e | nc   | 2123e | 2511e |
| UCI Europe Tour                       | 636e | nc   | 1124e | nc   | nc   | nc   | 1462e | 1273e | 777e  | 1559e | nc   | 1441e | 1535e |
|                                       |      |      |       |      |      |      |       |       |       |       |      |       |       |
| Légende : nc = non classéSource : UCI |      |      |       |      |      |      |       |       |       |       |      |       |       |